# Ghiacciaio Barnola
Il ghiacciaio Barnola è un ghiacciaio lungo circa 6 km e largo 4, situato sull'isola di James Ross, davanti alla costa orientale della penisola Trinity, l'estremità settentrionale della Terra di Graham, in Antartide. Il ghiacciaio si trova in particolare sulla costa sud-occidentale dell'isola, all'interno di un ripido circo glaciale, dove fluisce verso ovest, poco a nord del ghiacciaio Herniman, da cui lo divide un promontorio, fino a entrare nella baia di Röhss.

## Storia
Così come l'intera isola di James Ross, il ghiacciaio Barnola è stato cartografato per la prima volta nel corso della Spedizione Antartica Svedese, condotta dal 1901 al 1904 al comando di Otto Nordenskjöld, tuttavia esso è stato così battezzato solo nel 2012 dal Comitato britannico per i toponimi antartici in onore di Jean-Marc Barnola, capo degli scienziati francesi coinvolti nel progetto di perforazione franco-britannico sull'isola di James Ross e sull'isola di Berkner.